# These Days, I Have Nothing
These Days, I Have Nothing — перший сингл гурту We Are The Ocean з альбому Cutting Our Teeth, 2010 року. Офіційно випущений 1 лютого 2010 року. Також 1 лютого на сайті YouTube був представлений кліп до пісні «These Days, I Have Nothing».

## Відео
На початку відео показано чоловіка у військовій формі, який ніби-то повертається додому зі служби у армії. Вдома його зустрічає родина (батько, жінка та мати), які не очікували на його повернення. Паралельно в іншій кімнаті грає гурт We Are The Ocean. Трохи згодом показано, що чоловік та жінка довгий час не розмовляють. Але наприкінці відео виявляється, що чоловік залишив службу незаконним шляхом, та його забирають назад інші військові. І саме у цей час жінка намагається затримати його вдома, але їй це не вдається, і відео завершується виведенням чоловіка з дому та плачем жінки.